# Vibrasphere
Vibrasphere war ein Progressive-Psytrance-Duo aus Uppsala in Schweden. Es bestand aus Rickard Berglöf und Robert Elster.

## Geschichte
Vibrasphere begannen ihre musikalische Laufbahn Mitte der Neunziger. Rickards Karriere blühte in der neuen Trance-Szene als Mitglied der Gruppe Subcouds auf und etwa zur selben Zeit unternahm Robert seine ersten musikalischen Gehversuche auf seinem Amiga. Nachdem die beiden sich über Rickards jüngeren Cousin kennengelernt hatten, entschieden sie sich 1998 zusammen ins Studio zu gehen. So entstand die Band.
Jedoch forderte das ständige Touren seinen Tribut von Robert und ein halbes Jahr nach der Veröffentlichung ihres zweiten Albums Lime Structure entschied er sich die Band zu verlassen. Rickard machte allein weiter, auf Tour und im Studio, allerdings gewann seine persönliche Entwicklung an Bedeutung und die Tage von Vibrasphere schienen gezählt.
Im Jahre 2005 entschied sich Robert jedoch der Band wieder beizutreten, ließ Rickard allerdings weiterhin das Touren übernehmen. Seine Rückkehr ins Studio stellte, mit dem 2006 erschienenen Album Archipelago, die Rückkehr zu den musikalischen Anfängen von Vibrasphere dar.
2006 kamen die beiden mit mehreren Veröffentlichungen als Duo zurück ins Geschäft. Die EP Landmark EP, welche Im März dieses Jahres erschien, war eine Vorschau auf das dritte Album Archipelago.
So wie jeder Archipel aus zahlreichen Inseln verschiedener Größe und Form besteht, war es ihr Ziel, ein vielschichtiges Album mit zentralem Thema zu schaffen.
2007 erschien das vierte Album Exploring the Tributaries, in dem die Übergänge zwischen Progressive, Trance und House recht fließend sind, während es auch Dub-, Downbeat- und Ambient-Tracks enthält.
Am 11. Dezember 2008 erschien das fünfte Album Lungs of Life als CD und als USB-Stick mit Bonustracks, Fotos und Remixes.
Vibrasphere gaben Ende 2010 bekannt, dass sie sich auflösen werden.

## Diskografie
- Echo (Spiral Trax 2000)
- Lime Structure (Digital Structures 2003)
- Archipelago (Digital Structures) (2006)
- Exploring the Tributaries (Tribal Vision 2007)
- Lungs of Life (Tribal Vision 2008)

Vinyl
- The Open Sphere (Psychic Deli Records 1999)
- Nowhere (Transient Records 1999)
- Mental Mountain (Spiral Trax 2000)
- Airfield (Acid Casualties 2001)
- Niño Loco (Dragonfly 2002)
- Stereo Gun (Spiral Trax 2003)
- Lime Remixes (Digital Structures 2003)
- Archipelago (Digital Structures 2006)